# Александров, Кирилл Михайлович
Кири́лл Миха́йлович Алекса́ндров (род. 18 сентября 1972) — российский историк, журналист, педагог и радиоведущий, публицист. Кандидат исторических наук (2002). Автор более 250 публикаций по истории России XIX—XX веков, в том числе ряда книг. Член редколлегий военно-исторического журнала «Новый часовой», историко-документального альманаха «Русское прошлое» и журнала «Военно-исторический архив». Член политической организации Народно-трудовой союз (НТС) с 1989 года.
С 1992 года постоянно работает в архивах России, США и ФРГ. Специализируется в области изучения истории России первой половины XX века, антисталинского сопротивления в 1930—1940-е годы, военно-политической истории Белой эмиграции, истории Второй мировой войны, Русской освободительной армии.

## Биография
Родился в Ленинграде (ныне — Санкт-Петербург) в семье военно-морского офицера.
В 1989 году окончил первый специализированный исторический класс (выпуск Г. А. Богуславского) ленинградской средней школы № 307; был принят в члены Народно-трудового союза российских солидаристов, в котором состоит по настоящее время. С того же года поддерживает постоянные отношения с представителями первой и второй волн российской эмиграции. В 1990—1991 годах — корреспондент русской службы «Радио Литвы» и русской газеты «Содействие» (Вильнюс), участник защиты сейма Литвы в январе 1991 года и Мариинского дворца в Ленинграде в ночь с 19 на 20 августа 1991 года.
В 1995 году окончил факультет социальных наук Российского государственного педагогического университета имени А. И. Герцена (научный руководитель диплома — к. и. н. М. Н. Яковлев), в 1998 году — очную аспирантуру по кафедре «История России и зарубежных стран» Санкт-Петербургского государственного университета экономики и финансов имени Н. А. Вознесенского (научный руководитель — профессор, доктор исторических наук Б. А. Старков).
В 2002 году защитил диссертацию на соискание учёной степени кандидата исторических наук (тема диссертации — «Вооружённые формирования Комитета освобождения народов России в 1944—1945 гг. Проблема оперативной характеристики»).
Работал учителем истории, правоведения и обществознания в школе № 153 Санкт-Петербурга, журналистом. В 2005—2018 годах был старшим научным сотрудником (по специальности «История России») энциклопедического отдела Института филологических исследований Санкт-Петербургского государственного университета. С апреля 2019 года — доцент Свято-Филаретовского православно-христианского института (Москва).
Женат, воспитывает двух сыновей.

## Научная и журналистская деятельность
С 1992 года занимается исследованиями в архивах России, Германии и США, специализируется по проблемам истории России первой половины XX века. В 1994 году в качестве консультанта во время съёмок немецкого фильма о генерале Власове «Дважды проклятый генерал» на протяжении четырёх с половиной месяцев работал с документами по делу Власова в архивах ФСБ. Изучил 24 тома этого дела из 29 имеющихся — доступа к пяти томам, в которых находились материалы оперативного ведения следствия, так и не получил. Утверждал, что ознакомиться с архивом ФСБ ему удалось за «большие деньги», которые заплатили немцы.
Автор ряда книг по истории Русского освободительного движения, а также более 250 публикаций по российской истории XIX—XX веков и более 200 газетных и журнальных статей на разные темы (в частности, в общественно-политическом журнале «Посев», с которым постоянно сотрудничает с 1990 года). Специализируется в области изучения истории России первой половины XX века, антисталинского сопротивления в 1930—1940-е годы, военно-политической истории Белой эмиграции, истории Второй мировой войны, власовского движения.
Заместитель главного редактора военно-исторического журнала «Новый часовой». Член редакционных коллегий историко-документального альманаха «Русское прошлое» (Санкт-Петербург) и журнала «Военно-исторический архив» (Москва). Собственный корреспондент старейшей русской зарубежной газеты «Русская жизнь» (Сан-Франциско, США) в 2003—2009 годах. Также публиковался в научной периодике: журналах «Клио», «Мир библиографии», «Родина», «Записки Русской академической группы в США», альманахе «Белая гвардия», энциклопедических изданиях «Российский гуманитарный словарь», «Три века Санкт-Петербурга», научных сборниках, литературном журнале «Звезда» и др.
Интервьюировал известных зарубежных историков, специалистов по проблемам оккупационной политики в годы Второй мировой войны докторов истории Йоахима Хоффманна (Фрайбург, 1993) и Александра Даллина (Стэнфордский университет, Пало-Альто, 1995). C 1993 года собирает и систематизирует воспоминания русских эмигрантов по истории первой половины XX века.
Участник более 20 международных и региональных научно-практических конференций по российской истории в Санкт-Петербурге, Москве, Вологде, Нарвике, Севастополе и т. д.

### Реабилитация М. В. Тарновского
В июне 1999 года после обращения Александрова постановлением Главной военной прокуратуры Российской Федерации, на основании п. «а» ст. 3 Закона Российской Федерации «О реабилитации жертв политических репрессий» от 18 октября 1991 г., был реабилитирован деятель Русской освободительной армии, майор военно-воздушных сил КОНРа, Михаил Тарновский.

### Защита докторской диссертации
1 марта 2016 года в Санкт-Петербургском институте истории РАН (СПбИИ) защитил докторскую диссертацию «Генералитет и офицерские кадры вооруженных формирований Комитета освобождения народов России 1943—1946 гг.», получившую противоречивые отзывы со стороны научного сообщества. Сама защита диссертации вызвала небывалый резонанс среди научного сообщества и общественности. «Такого стечения людей я не видел в течение 40 лет работы в институте», — отметил директор СПбИИ Н. Н. Смирнов. Научным консультантом работы выступил профессор А. Н. Цамутали. В тот же день диссертационный совет института присудил Александрову степень доктора наук 17 голосами против одного (пятеро членов совета отсутствовали).
29 мая 2017 года Экспертный совет ВАК не поддержал присуждение Кириллу Александрову степени доктора наук. 26 июля 2017 года заместитель министра образования и науки России Г. В. Трубников подписал приказ об отмене решения диссертационного совета СПбИИ о присуждении Александрову степени доктора наук.

## Педагогическая деятельность
C 1991 года по середину 2000-х годов был активным участником движения юных разведчиков. В 1991—2002 гг. руководил санкт-петербургским сводным отрядом юных разведчиков памяти командира 3-й пехотной дивизии Добровольческой армии Генерального штаба генерал-майора М. Г. Дроздовского, с которым провёл более 40 лагерей.

## Работы на радио и телевидении
Автор и ведущий программ исторического цикла радиостанции Санкт-Петербургской епархии «Град Петров». Участник ряда выпусков программы Первого канала российского телевидения «Служу Отчизне». Один из участников документального 96-серийного телефильма «Вторая мировая война. День за днём», документального телесериала о Первой мировой войне «Великая и забытая» и документального сериала «Зимняя война» о Советско-финской войне.

## Обвинение в экстремизме
Текст опубликованной в 2014 году в «Новой газете» статьи Александрова «Бандера и бандеровцы: кто они были на самом деле», решением Ленинского районного суда города Санкт-Петербурга от 27 марта 2017 по иску прокурора Санкт-Петербурга был признан экстремистским материалом. В обоснование заявленного требования прокурором было представлено заключение Санкт-Петербургского государственного университета, согласно которому в статье «имеется отрицание актов, установленных приговором Международного военного трибунала для суда и наказания главных военных преступников европейских стран „оси“, одобрение преступлений, установленных приговором, а равно распространение заведомо ложных сведений о деятельности СССР в годы Второй мировой войны».
Жалобы заинтересованных лиц, в том числе Александрова, не привлечённого к участию в деле в ходе производства в суде первой инстанции, на решение Ленинского районного суда были рассмотрены Санкт-Петербургским городским судом. В обоснование жалоб было представлено заключение сотрудника Центра изучения новейшей истории России и политологии Института Российской истории РАН, в котором указано, что «в статье отсутствует выраженное в любой форме оправдание совершения любого из преступлений, непосредственно перечисленных в Приговоре Нюрнбергского трибунала и одобрение совершения преступлений, установленных Приговором Нюрнбергского трибунала, равно как и распространение заведомо ложных сведений о деятельности СССР годы Второй мировой войны».
В ходе рассмотрения жалобы Санкт-Петербургским городским судом была назначена экспертиза, проведённая специалистами Российского государственного педагогического университета имени А. И. Герцена, согласно выводам которой в статье «содержатся признаки оправдания практики совершения военных или иных преступлений, направленных на полное или частичное уничтожение этнической, социальной, расовой, национальной и религиозной группы».
Апелляционным определением от 14 декабря 2017 года Санкт-Петербургский городской суд, отменив решение суда первой инстанции в связи с непривлечением Александрова к участию в деле, признал текст статьи экстремистским материалом. Резолютивная часть данного определения Санкт-Петербургского городского суда дословно воспроизводит решение Ленинского районного суда от 27 марта 2017 года.

## Основные работы
- Офицерский корпус армии генерал-лейтенанта А. А. Власова 1944—1945. — М.: Посев, 2001. — 1120 с. — ISBN 978-5-85824-186-7.
  - Изд. 2-е, испр. и доп. — М.: Посев, 2009.
- Против Сталина: Сборник статей и материалов. — М.: Ювента, 2003. — 352 с. — (Библиотека журнала «Новый Часовой»). — ISBN 5-87339-144-8.
- Русские солдаты Вермахта. Герои или предатели. — М.: Яуза, Эксмо, 2005. — 752 с. — (Досье III рейха). — 5000 экз. — ISBN 5-699-10899-8.[22]
- Армия генерала Власова 1944—1945. — М.: Яуза, Эксмо, 2006. — 592 с. — (На стороне Третьего рейха). — 5000 экз. — ISBN 5-699-15429-9.

В соавторстве:
- Петров П. В., Александров К. М. и др. Советско-финляндская война 1939—1940: В 2 т. — СПб.: Полигон, 2003. — (Великие противостояния). — 5000 экз. — ISBN 5-89173-197-5.
- Пушкарёв Б. С., Александров К. М. и др. Две России XX века. 1917—1993. — М.: Посев, 2008. — 592 с. — 3000 экз. — ISBN 978-5-85824-177-5.
- Зубов А. Б., Александров К. М. и др. История России. XX век: В 2 т. — М.: АСТ, Астрель, 2009. — 5000 экз. — ISBN 978-5-17-059363-7.